# Avalon (DC Comics)
Avalon è il nome di due luoghi immaginari dell'Universo DC. Entrambi furono ispirati alla mitica Avalon delle leggende Arturiane.

## Avalon originale
Come nella leggenda, Avalon è una mistica isola paradisiaca. Nella serie Madame Xanadu, della Vertigo Comics, è descritto che non esiste (o non è accessibile) nella Britannia del VI secolo. L'isola è comandata dalla strega immortale Vivenne, la Dama del Lago, sorella di Nimue e Morgana le Fey.
Quando Morgana fu esiliata dal suo popolo, gli Anziani, per essersi mischiata con i mortali (più specificatamente con l'Alto Re Uther Pendragon e la sua famiglia), Vivienne diede il suo santuario ad Avalon. Così, Moragana fu sempre legata all'isola nelle leggende e Avalon si poté vedere solo da lontano, rendendo difficile comprendere quante delle storie sono vere nell'Universo DC. Visibilmente, è molto somigliante a Glastonbury Tor, un'area nel Somerset, in Inghilterra spesso paragonata ad Avalon nel folklore locale.
Dopo la climatica Battaglia di Camlann che terminò il suo regno, Re Artù fu portato su Avalon per essere guarito da un gruppo di regine e streghe, Nimue inclusa. Tuttavia, nella serie Demon Knights, Nimue abbandonò la nave per ritrovare la spada Excalibur prima che potesse perdersi nel mondo. Artù rimase su Avalon sotto un sonno incantato, destinato un giorno a ritornare.
In The Books of Magic, "Avalon" è uno dei nomi dato al reame di Faerie, indicando che l'isola poteva esistere dentro di questa o che le due potevano essere la stessa cosa. Durante la sua visita a Faerie, Timothy Hunter incontrò Re Artù addormentato in una caverna sorvegliato da un gigante e Thomas the Rhymer. Thomas affermò che Artù "dormiva su Avalon e dormiva qui". Spiegato ciò, la mistica natura di Fearie si rivelò per ciò che era, e questa figura dormiente del re, rappresentò sia Artù che gli altri leggendari eroi destinati a tornare, come Brian Boru.

## Seconda Avalon
Avalon è un pianeta immaginario nel XXX secolo dell'Universo DC, chiamato così in riferimento all'isola leggendaria. Governata da un re servito dai cavalieri che portavano armi modellate come rami di quercia, il pianeta esistette in uno stadio medievale della tecnologia.
Le regole del re sono contrastate da un mago che si autonominò "Lord Romdur", che si scoprì poi essere Mordru sotto false spoglie. La Legione dei Super-Eroi visitò il pianeta, dove Star Boy utilizzò il suo potere di induzione di massa per far collassare il castello di Mordru seppellendolo vivo. Il mago vi rimase fino a quando non fu liberato da Darkseid.

## Altre versioni
Nella miniserie Camelot 3000, Re Artù è esplicitamente mostrato mentre dorme sotto Glastonbury Tor, secondo la tradizione in cui questo luogo è Avalon.